# Саут-Рівер
Саут-Рівер (англ. South River) — містечко в Канаді, у провінції Ньюфаундленд і Лабрадор.

## Населення
За даними перепису 2016 року, містечко нараховувало 647 осіб, показавши скорочення на 1,2%, порівняно з 2011-м роком. Середня густина населення становила 107,1 осіб/км².
З офіційних мов обидвома одночасно володіли 25 жителів, тільки англійською — 620. Усього 5 осіб вважали рідною мовою не одну з офіційних, з них усі — одну з корінних мов.
Працездатне населення становило 65,1% усього населення, рівень безробіття — 12,2% (7,1% серед чоловіків та 20% серед жінок). 86,6% осіб були найманими працівниками, а 11% — самозайнятими.
Середній дохід на особу становив $50 164 (медіана $33 869), при цьому для чоловіків — $71 548, а для жінок $30 392 (медіани — $45 120 та $22 379 відповідно).
23,8% мешканців мали закінчену шкільну освіту, не мали закінченої шкільної освіти — 20,6%, 55,6% мали післяшкільну освіту, з яких 27,1% мали диплом бакалавра, або вищий, 10 осіб мали вчений ступінь.
| Статево-вікова структура населення | Статево-вікова структура населення | Статево-вікова структура населення | Статево-вікова структура населення | Статево-вікова структура населення |
| ---------------------------------- | ---------------------------------- | ---------------------------------- | ---------------------------------- | ---------------------------------- |
|                                    |                                    |                                    |                                    |                                    |
| Всього                             | Всього                             | 48,1%51,9%                         |                                    |                                    |
| 0 — 14 років                       | 0 — 14 років                       |                                    | 13%                                | 13%                                |
| 15 — 64 років                      | 15 — 64 років                      |                                    | 64,1%                              | 64,1%                              |
| 65 і більше                        | 65 і більше                        |                                    | 22,9%                              | 22,9%                              |
| 85 і більше                        | 85 і більше                        |                                    | 2,3%                               | 2,3%                               |
| Середній вік (років)               | Середній вік (років)               | 47,146,6                           | 46,8                               | 46,8                               |
| Медіана (років)                    | Медіана (років)                    | 52,151,1                           | 51,5                               | 51,5                               |
| — чоловіки — жінки                 |                                    |                                    |                                    |                                    |

| Походження мешканців:     | Походження мешканців:     | Походження мешканців: | Походження мешканців: | Походження мешканців: |
| ------------------------- | ------------------------- | --------------------- | --------------------- | --------------------- |
| Походження                |                           |                       | осіб                  | %                     |
| Корінні американці        | Корінні американці        |                       | 65                    | 8.78%                 |
| Інше північноамериканське | Інше північноамериканське |                       | 410                   | 55.41%                |
| Європейське               | Європейське               |                       | 475                   | 64.19%                |
| британське                | британське                |                       | 450                   | 60.81%                |
| французьке                | французьке                |                       | 10                    | 1.35%                 |
| українське                | українське                |                       | 10                    | 1.35%                 |

| Зайнятість населення за галузями (за класифікацією NOC): | Зайнятість населення за галузями (за класифікацією NOC): | Зайнятість населення за галузями (за класифікацією NOC): | Зайнятість населення за галузями (за класифікацією NOC): | Зайнятість населення за галузями (за класифікацією NOC): |
| -------------------------------------------------------- | -------------------------------------------------------- | -------------------------------------------------------- | -------------------------------------------------------- | -------------------------------------------------------- |
|                                                          |                                                          |                                                          |                                                          |                                                          |
| Управління                                               | Управління                                               |                                                          | 8,8%                                                     | 8,8%                                                     |
| Бізнес, фінанси та адміністрування                       | Бізнес, фінанси та адміністрування                       |                                                          | 5%                                                       | 5%                                                       |
| Природничі та прикладні науки                            | Природничі та прикладні науки                            |                                                          | 6,3%                                                     | 6,3%                                                     |
| Охорона здоров'я                                         | Охорона здоров'я                                         |                                                          | 2,5%                                                     | 2,5%                                                     |
| Освіта, правозахист, муніципальні та урядові служби      | Освіта, правозахист, муніципальні та урядові служби      |                                                          | 18,8%                                                    | 18,8%                                                    |
| Роздрібна торгівля та послуги                            | Роздрібна торгівля та послуги                            |                                                          | 13,8%                                                    | 13,8%                                                    |
| Гуртова торгівля, транспорт та обладнання                | Гуртова торгівля, транспорт та обладнання                |                                                          | 30%                                                      | 30%                                                      |
| Природні ресурси, сільське господарство                  | Природні ресурси, сільське господарство                  |                                                          | 7,5%                                                     | 7,5%                                                     |
| Виробництво                                              | Виробництво                                              |                                                          | 5%                                                       | 5%                                                       |

## Клімат
Середня річна температура становить 5,2°C, середня максимальна – 19,4°C, а середня мінімальна – -9,6°C. Середня річна кількість опадів – 1 384 мм.
| Клімат поселення                              | Клімат поселення | Клімат поселення | Клімат поселення | Клімат поселення | Клімат поселення | Клімат поселення | Клімат поселення | Клімат поселення | Клімат поселення | Клімат поселення | Клімат поселення | Клімат поселення | Клімат поселення |
| Показник                                      | Січ.             | Лют.             | Бер.             | Квіт.            | Трав.            | Черв.            | Лип.             | Серп.            | Вер.             | Жовт.            | Лист.            | Груд.            |                  |
| Середній максимум, °C                         | 0,64             | 0,02             | 2,84             | 7,11             | 11,41            | 15,67            | 18,45            | 19,38            | 15,57            | 10,98            | 6,66             | 1,89             |                  |
| Середня температура, °C                       | −4,18            | −4,79            | −1,97            | 2,28             | 6,60             | 10,84            | 15,30            | 16,24            | 12,43            | 7,84             | 3,50             | −1,28            |                  |
| Середній мінімум, °C                          | −9               | −9,61            | −6,8             | −2,52            | 1,78             | 6,04             | 12,15            | 13,09            | 9,29             | 4,69             | 0,36             | −4,42            |                  |
| Норма опадів, мм                              | 130              | 114              | 115              | 110              | 95               | 99               | 99               | 92               | 131              | 139              | 125              | 135              |                  |
| Середньомісячна швидкість вітру, м/с          | 7.99             | 7.36             | 6.96             | 6.36             | 5.66             | 5.28             | 5.12             | 5.16             | 5.75             | 6.52             | 7.13             | 7.79             |                  |
| Середньомісячна сонячна радіація, кДж/м²·день | 3979             | 6773             | 10621            | 14052            | 17045            | 19051            | 19133            | 16055            | 12058            | 7217             | 4146             | 3067             |                  |
| --------------------------------------------- | ---------------- | ---------------- | ---------------- | ---------------- | ---------------- | ---------------- | ---------------- | ---------------- | ---------------- | ---------------- | ---------------- | ---------------- | ---------------- |
| Джерело:                                      |                  |                  |                  |                  |                  |                  |                  |                  |                  |                  |                  |                  |                  |